# Mexiconiscus laevis
Mexiconiscus laevis is een pissebed uit de familie Trichoniscidae. De wetenschappelijke naam van de soort is voor het eerst geldig gepubliceerd in 1956 door Rioja.